# Don Baker
Pour les articles homonymes, voir Baker.
Don Baker est un musicien et acteur irlandais né le 26 août 1950 à Whitehall (Irlande).
Au cinéma il est surtout connu pour son rôle de Joe McAndrew dans le film Au nom du père de Jim Sheridan.
En tant que musicien, il joue de la guitare et de l'harmonica et chante les textes qu'il écrit.

## Discographie
- Almost illegal
- Duckin' & Divin
- Miss You
- No Regrets "Live in Concert"
- Four for the Road with Jimmy McCarthy, Mick Hanly and Finbar Furey
- Born With the Blues
- Just Don Baker
- No Nonsense

## Filmographie
- 1993 : Au nom du père : Joe McAndrew
- 1998 : La fille d'un soldat ne pleure jamais (A Soldier's Daughter Never Cries) de James Ivory : Un joueur de poker à Wilmington
- 2001 : On the Nose de David Caffrey
- 2009 :  No Justice : Le père